# Алліку (Сауе)
А́лліку (ест. Alliku küla) — село в Естонії, у волості Сауе повіту Гар'юмаа.

## Населення
Чисельність населення на 31 грудня 2011 року становила 1575 осіб.